# 茨院回族乡
茨院回族乡是中华人民共和国云南省昭通市鲁甸县下辖的一个民族乡。

## 行政区划
茨院回族乡下辖以下村级行政区划单位：
茨院村、葫芦口村、沿闸村、板板房村和田合村。